# Ярошовка (Роменский район)
Ярошовка (укр. Ярошівка) — село,
Ярошовский сельский совет,
Роменский район,
Сумская область,
Украина.
Код КОАТУУ — 5924189801. Население по переписи 2001 года составляло 595 человек.
Является административным центром Ярошовского сельского совета, в который не входят другие населённые пункты.

## Географическое положение
Село Ярошовка находится в 3-х км от правого берега реки Сула.
Примыкает к селу Новая Гребля, на расстоянии в 1 км — село Волошновка.
По селу протекает пересыхающий ручей с запрудой.

## Происхождение названия
На территории Украины 4 населённых пункта с названием Ярошовка.

## История
- Село Ярошовка известно с конца XVIII века.

## Экономика
- Молочно-товарная ферма.
- ООО «Аграрник».

## Объекты социальной сферы
- Школа І-ІІ ст.
- Дом культуры.
- Музей истории.